# Jan Steinhuber
Jan Steinhuber (* 24. Juli 2005) ist ein österreichischer Fußballspieler.

## Karriere
Steinhuber begann seine Karriere beim FC St. Margarethen/Knittelfeld. Zur Saison 2019/20 wechselte er in die Jugend der Kapfenberger SV. Zur Saison 2021/22 rückte er in den Kader der dritten Mannschaft von Kapfenberg, ASC Rapid Kapfenberg. Für Rapid absolvierte er 34 Partien in der sechsthöchsten Spielklasse, in denen er sechsmal traf. Im Jänner 2023 rückte er in den Kader der Amateure. Für diese machte er bis zum Ende der Saison 2022/23 13 Spiele in der fünftklassigen Oberliga.
Im April 2024 gab Steinhuber sein Debüt für die Profis der KSV in der 2. Liga, als er am 25. Spieltag der Saison 2023/24 gegen den SV Horn in der 86. Minute für Tobias Mandler eingewechselt wurde. Dies blieb sein einziger Profieinsatz für Kapfenberg.
Zur Saison 2025/26 wechselte Steinhuber zum viertklassigen DSV Leoben.